# Illes Babuyan
Les illes Babuyan o Babuyanes són un arxipèlag de les Filipines, situat a l'estret de Luzón, al nord de l'illa principal de Luzón, i al sud de Taiwan. L'arxipèlag consta de cinc illes principals i les illes més petites que els envolten. Les illes principals són, en sentit contrari a les agulles del rellotge començant pel nord-est, Babuyan, Calayan, Dalupiri, Fuga i Camiguin. Les illes Babuyan estan separades de Luzon pel canal de Babuyan, i de la província de Batanes, al nord, pel canal de Balintang.
L'arxipèlag, que comprèn 24 illes volcànico-coral·lines, té una superfície total d'uns 590 km². La més gran d'ells és Calayan, amb una superfície de 196 km², mentre que el cim més alt del grup d'illes és el mont Pangasun (1.108 msnm) a Babuyan Claro.

## Geologia
Les illes orientals de l'arxipèlag formen part de l'Arc volcànic de Luzón. Tres volcans de dues de les illes han entrat en erupció en temps històrics: Camiguin de Babuyanes a l'illa Camiguin, el Babuyan Claro i l'Smith, també conegut com a mont Babuyan, a l'illa Babuyan.
Una altra petita illa volcànica, situada 22 km al NE de l'illa Camiguin, el volcà Didicas a l'illa homònima, es va convertir en una illa després de sorgir i pujar més de 200 msnm el 1952.